# 塞巴斯蒂安·索爾薩
塞巴斯蒂安·索爾薩（芬蘭語：Sebastian Sorsa；1984年1月25日—）是一位芬蘭足球運動員。在場上的位置是後衛。他現在效力於芬蘭足球超級聯賽球隊HJK赫爾辛基足球俱樂部。他也代表芬蘭U21國家足球隊參賽。